# جيني (الفتاة المتوحشة)
| الميلاد    | 1957                   |
| الجنسية    | أمريكية                |
| سبب شهرتها | ضحية عنف أسري شديدوقوي |

جيني الفتاة المظلومة (بالإنجليزية: Genie)‏ (الفتاة المتوحشة) هو الاسم الذي عرفت به التي وقعت ضحية أعنف قضية عنف أسري تم تسجيلها في المحاكم، حيث قضت هذه الطفلة الثلاثة عشر عاما الأولى من حياتها معزوله مقيدة اليدين والرجلين داخل غرفة نومها، حتى تم اكتشاف حالتها من قبل منظمة حماية الأطفال في الرابع من نوفمبر لعام 1970 في مدينة لوس انجلوس الأمريكية. ولما خرجت قضية جيني إلى الأضواء كانت غير قادرة على الكلام والنطق، إذ كانت تتعرض للضرب كلما حاولت الكلام أو الصراخ، وهذا ما جعل حالتها تسترعي اهتمام علماء اللغويات والطب النفسي وتم إصدار عدد من الدراسات العلمية والأكاديمية حول قدرة الإنسان على اكتساب اللغة وتطورها.

## اكتشاف حالتها
في بداية شهر نوفمبر لعام 1970 م خرجت والدة جيني من المنزل مصطحبة جيني وذلك بعد شجار وقع بينها وبين زوجها، وذهبت الأم إلى مكتب رعاية اجتماعية تطلب مأوى لأنها زوجة مُعنفة، إلا أن الموظفة العاملة في المكتب صدمها مظهر جيني لما علمت أن عمرها 13 عاما، وكان حالها مزريا، فبادرت الموظفة بابلاغ السلطات وتم اعتقال والديها وسجنهما، فيما تم نقل جيني إلى مستشفى الأطفال في لوس انجلوس.